# Collet del Miracle
El Collet del Miracle és una collada de 833,5 metres d'altitud del terme municipal de Riner, al Solsonès.
Està situat al costat sud-oest de la caseria, monestir benedictí i santuari del Miracle, entre aquest lloc i el turó de Sant Gabriel.
Passa per aquest coll la carretera LV-3002, de Solsona a Cardona per Su.